# Do Começo ao Fim
Do Começo ao Fim (tj. Od začátku do konce) je brazilský hraný film z roku 2009, který režíroval Aluizio Abranches podle vlastního scénáře. Film vypráví o incestním vztahu nevlastních bratrů.

## Děj
Příběh začíná v roce 1986 narozením mladšího Tomaze. O šest let později žijí nevlastní bratři Tomaz a starší Francisco se svou matkou Julietou a jejím druhým manželem Alexandrem. Po smrti matky žijí Francisco, kterému je 25, Tomaz, kterému je 20 let, v milostném vztahu. Když dostane Tomaz, který je talentovaný plavec, nabídku trénovat tři roky v Moskvě na olympijské hry, jsou oba bratři poprvé v životě od sebe odloučeni. Zůstávají v kontaktu pouze prostřednictvím internetu. Tomaz začne bezdůvodně žárlit, proto se Francisco rozhodne odjet za bratrem.

## Obsazení
| Júlia Lemmertz            | Julieta, matka          |
| Fábio Assunção            | Alexandre, Tomazův otec |
| Jean Pierre Noher         | Pedro, otec Francisca   |
| Louise Cardoso            | Rosa                    |
| Mausi Martínez            | Lucrécia                |
| Gabriel Kaufmann          | Tomaz v dětství         |
| Lucas Cotrim              | Francisco v dětství     |
| Rafael Cardoso            | Tomaz                   |
| João Gabriel Vasconcellos | Francisco               |